# Fred House
Frederick Deshune "Fred" House (nacido el 4 de enero de 1978 en Valdosta, Georgia) es un exjugador de baloncesto estadounidense. Con 1,93 metros de estatura, jugaba en la posición de base.

## Trayectoria deportiva

### Profesional
Fred House se formó en la Universidad de Southern Utah.
En la Euroleague 2005/06 promedió 11,9 puntos y 3,16 rebotes por partido, mientras que en la Copa ULEB 2004/05 llegó a los 19,4 pts y 5,4 rebotes. El alero norteamericano ha ganado dos ligas de Serbia con el Partizan, una liga lituana con Lietuvos, la Copa ULEB 2005 con el Lietuvos Rytas y la Liga Báltica 2006 con Lietuvos.